# Памятник Михаилу Глинке (Киев)
Па́мятник Михаи́лу Гли́нке — памятник в честь русского композитора Михаила Ивановича Глинки в Киеве. Один из немногих киевских дореволюционных памятников, сохранившихся до наших дней.

## История

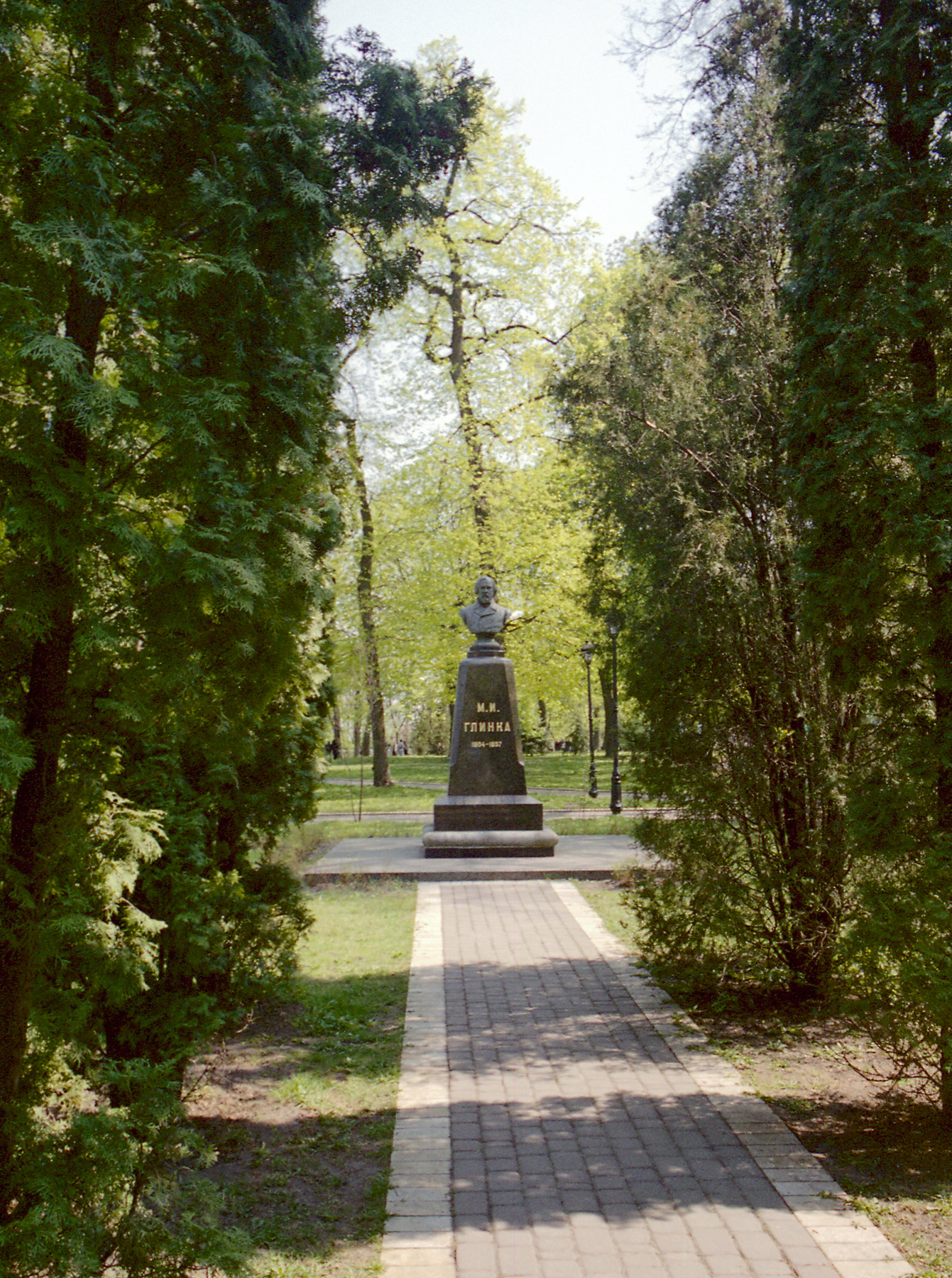
Аллея к памятнику. 2009 г.

Памятник был выполнен по проекту архитектора Владимира Николаева в виде бронзового бюста на постаменте из лабрадорита. Его предполагалось открыть 20 мая 1904 года в честь 100-летия со дня рождения композитора. Однако, вследствие разной волокиты, бюст был установлен лишь 21 декабря 1910 года во дворе ныне несуществующего старого здания Консерватории в Музыкальном переулке. В 1955 году памятник был перенесён в Мариинский парк.